# Lubuski Oddział Straży Granicznej
Lubuski Oddział Straży Granicznej – zlikwidowany oddział Straży Granicznej z siedzibą w Krośnie Odrzańskim pełniący służbę na granicy z Republiką Federalną Niemiec.

## Formowanie i zmiany organizacyjne
7 maja 1991 Komendant Główny Straży Granicznej płk prof. dr hab. Marek Lisiecki wydał zarządzenie nr 012 na mocy którego 16 maja 1991 rozwiązano Ośrodek Szkolenia Wojsk Ochrony Pogranicza w Krośnie Odrzańskim. Jednocześnie na mocy tego zarządzenia został utworzony Lubuski Oddział Straży Granicznej w Krośnie Odrzańskim według etatu nr 44/010 o stanie osobowym 1290 funkcjonariuszy i 143 pracowników urzędów państwowych.
7 maja 1991 Komendant Główny Straży Granicznej płk prof. dr hab. Marek Lisiecki wydał zarządzenie nr 012 na mocy którego 16 maja 1991 rozwiązano Ośrodek Szkolenia Wojsk Ochrony Pogranicza w Krośnie Odrzańskim. Jednocześnie na mocy tego zarządzenia został utworzony Ośrodek Szkolenia SG w Krośnie Odrzańskim według etatu nr 44/020 o stanie osobowym 97 funkcjonariuszy i 4 pracowników urzędów państwowych.
Decyzją nr 29 Komendanta Głównego Straży Granicznej z 13 października 1992 nadano Lubuskiemu Oddziałowi Straży Granicznej w Krośnie Odrzańskim sztandar.
Funkcjonowanie Lubuskiego Oddziału Straży Granicznej regulowało Zarządzenie nr 33 Komendanta Głównego Straży Granicznej z 17 września 2003 w sprawie nadania regulaminu organizacyjnego Komendzie Lubuskiego Oddziału Straży Granicznej w Krośnie Odrzańskim (Dz. Urz. KGSG Nr 5, poz. 39, z 2005 r. Nr 6, poz. 37, z 2006. Nr 5, poz. 35, z 2007 Nr 1, poz. 3 Nr 2 poz. 24 i Nr 9, poz. 80 oraz z 2008 Nr 1, poz. 1) zmienione zarządzeniami: nr 46 z 2 czerwca 2008 i nr 63 z 28 sierpnia 2008.
Zgodnie ze zmianami organizacyjnymi 1 czerwca 2009 został przemianowany na Nadodrzański Oddział Straży Granicznej, w skład którego weszły tereny byłych oddziałów Lubuskiego, Pomorskiego oraz części Łużyckiego.

## Zasięg terytorialny
Od grudnia 2001 zasięg terytorialny oddziału obejmował województwo lubuskie, województwo wielkopolskie – w zakresie lotniczych przejeść granicznych określonych w przepisach odrębnych. Chronił odcinek granicy o długości ponad 208 km.
1 września 2007 zasięg terytorialny oddziału obejmował województwo lubuskie i województwo wielkopolskie.

## Struktura organizacyjna Lubuskiego OSG
W 1991 Lubuskiemu Oddziałowi Straży Granicznej podlegały:
- Strażnica SG w Namyślinie – do 22.12.1999[a]
- Strażnica SG w Kostrzynie
- Strażnica SG w Górzycy
- Strażnica SG w Słubicach
- Strażnica SG w Rybocicach
- Strażnica SG w Rąpicach[b]
- Strażnica SG w Żytowaniu
- Strażnica SG w Gubinie
- Strażnica SG w Polanowicach
- Strażnica SG Strzegowie
- Strażnica SG w Zasiekach
- Strażnica SG w Olszynie
- Strażnica SG w Łęknicy
- Strażnica SG w Przewozie
- Strażnica SG w Sobolicach
- Graniczna Placówka Kontrolna SG w Kostrzynie
- Graniczna Placówka Kontrolna SG w Świecku
- Graniczna Placówka Kontrolna SG w Kunowicach
- Graniczna Placówka Kontrolna SG w Gubinie
- Graniczna Placówka Kontrolna SG w Olszynie
- Graniczna Placówka Kontrolna SG w Poznaniu-Ławicy
- Graniczna Placówka Kontrolna SG w Przewozie – od 20.10.1994.

W 2002 rozpoczęto reorganizację oddziału. 2 stycznia 2003 granicę państwową na odcinku LOSG ochraniały:
- Strażnica SG w Sobolicach
- Strażnica SG w Polanowicach
- Strażnica SG w Cybince
- Strażnica SG w Górzycy
- Graniczna Placówka Kontrolna SG w Przewozie
- Graniczna Placówka Kontrolna SG w Olszynie
- Graniczna Placówka Kontrolna SG w Gubinku
- Graniczna Placówka Kontrolna SG w Świecku
- Graniczna Placówka Kontrolna SG w Kostrzynie.

### Placówki Lubuskiego OSG
W miejsce dotychczas funkcjonujących strażnic oraz granicznych placówek kontrolnych utworzono placówki Straży Granicznej. Funkcjonariusze i pracownicy pełniący służbę i zatrudnieni w strażnicach oraz granicznych placówkach kontrolnych Straży Granicznej stali się odpowiednio funkcjonariuszami i pracownikami placówek Straży Granicznej (Dz.U. z 2005 r. nr 90, poz. 757)
- Placówka Straży Granicznej w Olszynie
- Placówka Straży Granicznej w Zielonej Górze-Babimoście
- Placówka Straży Granicznej w Świecku
- Placówka Straży Granicznej w Kostrzynie nad Odrą
- Placówka Straży Granicznej w Poznaniu-Ławicy
- Placówka Straży Granicznej w Kaliszu.

## Komendanci Lubuskiego OSG
- płk SG Marek Kamiński (20.03.1991–15.11.1996)
- gen. bryg. SG Szymon Wieczorek (21.11.1996–02.04.2001)
- ppłk SG Józef Ostapkowicz (03.04.2001–11.04.2002)
- gen. bryg. SG Jacek Bogdan (12.04.2002–16.03.2006)
- płk SG Jarosław Frączyk (19.04.2006–01.06.2009).

## Przekształcenia
2 Oddział Ochrony Pogranicza → 2 Poznański Oddział WOP → 10 Brygada Ochrony Pogranicza → 9 Brygada WOP → 9 Lubuska Brygada WOP → Lubuska Brygada WOP → Ośrodek Szkolenia WOP w Krośnie Odrzańskim → Lubuski Oddział Straży Granicznej → Nadodrzański Oddział Straży Granicznej.